# Chociejów
Chociejów (niem. Göttern) – wieś w Polsce położona w województwie lubuskim, w powiecie krośnieńskim, w gminie Gubin.
W latach 1975–1998 miejscowość administracyjnie należała do województwa zielonogórskiego.
Wieś liczy ponad 1000 lat, od 1573 roku należała do majątków Gębickich. W 1952 roku wieś zamieszkiwało 77 osób w 17 gospodarstwach.